# CPEF Nr. 16
Die Lokomotive Nr. 16 der Companhia Paulista de Estradas de Ferro (CPEF) war eine Dreizylinder-Verbundlokomotive nach dem von Francis William Webb für die London and North Western Railway (LNWR) entwickelten patentierten System und wurde 1885 bei Sharp, Stewart and Company gebaut.

## Geschichte
Die Lokomotive wurde als Dreizylinder-Verbundmaschine mit zwei ungekuppelten Treibradsätzen ausgeführt und besaß die seltene Radsatzanordnung 4-2-2-0 (2AA). Im Gegensatz zu der von Webb entwickelten Experiment-Klasse, die nur eine Vorlaufachse hatte, wurde hier ein führendes Drehgestell mit Außenrahmen eingesetzt. Die beiden außenliegenden Hochdruckzylinder wirkten auf den hinteren und der innenliegende Niederdruckzylinder auf den vorderen Treibradsatz.
Die Maschine bekam den Namen „Dr. F. N. Prates“ nach dem damaligen Präsidenten der CPEF. Sie erfüllte nicht die Erwartungen der Gesellschaft und bereits 1902 wurde beschlossen die Lokomotive außer Dienst zu stellen und den Kessel anderweitig zu verwenden.